# نیمبین، نیو ساوت ولز
نیمبین (به انگلیسی: Nimbin) یک شهرک در استرالیا است که در نیو ساوت ولز واقع شده‌است.